# USS LST-425
O USS LST-425 foi um navio de guerra norte-americano da classe LST que operou durante a Segunda Guerra Mundial.